# Quintus Caecilius Metellus Numidicus

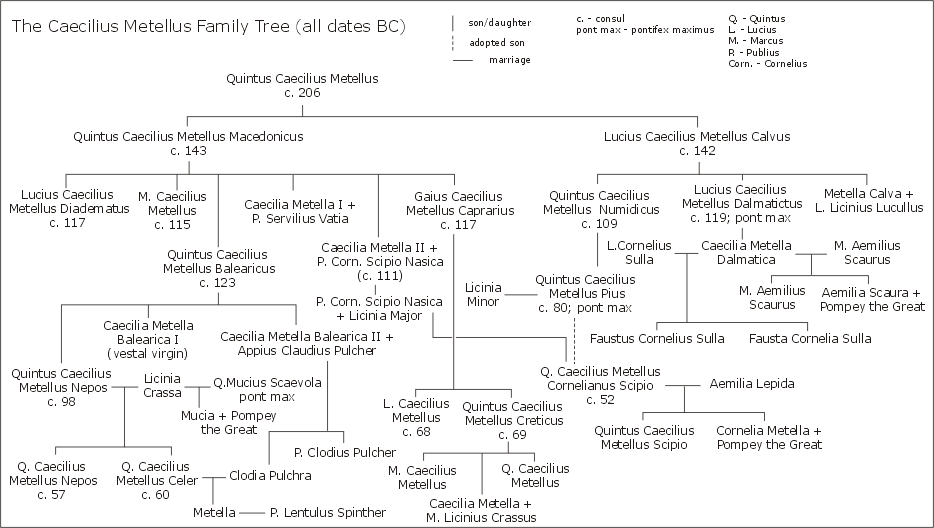
Stamboom van de gens Caecilia

Quintus Caecilius Metellus Numidicus was een lid van de Romeinse, invloedrijke tak Metellus in de gens Caecilia. Hij werd rond 153 v.Chr. geboren als de zoon van Lucius Caecilius Metellus Calvus in Rome. Numidicus leidde het conservatieve deel van de Romeinse Senaat, en was een bitter tegenhanger van Gaius Marius. Nadat hij in 109 v.Chr. tot consul verkozen werd, zond de Senaat hem naar Numidië om koning Jugurtha te overwinnen. Nadat hij de Slag om de Muthul had gewonnen, keerde hij naar Rome terug en verwierf het agnomen Numidicus. Samen met zijn neef Gaius Caecilius Metellus Caprarius werd hij in 102 v.Chr. censor. Tijdens zijn ambt als censor probeerde hij tevergeefs Lucius Appuleius Saturninus uit de Senaat te krijgen. Toen Saturninus wraak nam en Numidicus dwong een wet te ondertekenen die stukken land gaf aan oorlogsveteranen, weigerde Numidicus en hij werd uit Rome verbannen. Hij stierf in 91 v.Chr.